# Мундуйское
Мундуйское — пресноводное озеро в Туруханском районе Красноярского края, расположено к востоку от Енисея, в бассейне реки Курейки. На севере вытекает река Мундуйка, приток Курейки, принадлежит бассейну Енисея.

## Общие сведения
Площадь 78,8 км². Площадь водосборного бассейна — 577 км². Высота над уровнем моря — 62 м. Протяжённость озера 24,7 км, наибольшая ширина − 6 км.

## Описание
Озеро имеет вытянутую с юга на север форму, расширяясь к северу. Берега изрезаны слабо. Довольно крупный остров расположен в северной части озера. Питание снеговое и дождевое. На северо-западной окраине расположен посёлок Мадуйка. На юге соединено протокой с озером Сухое. Южный берег заболочен, на западном берегу небольшой горный кряж с высотами до 457 м.
Мундуйское озеро мелководно, глубины не превышают 1,5 м. Сильно зарастает рдестами и осокой. Гидробиологические показатели характеризуют озеро как
олиготрофное.
В озере обитает 13 видов рыб, среди которых преобладают сиговые (пелядь, чир) и окунёвые (окунь, ёрш).
Единственным поселением на озере является посёлок Мадуйка, население которого использует озеро для рыболовства на собственные нужды. Бо́льшая жителей относится к народности кеты — пришлым племенам, которые вытеснили и ассимилировали энцев и селькупов. Большинство сегодняшних жителей Мадуйки имеют в роду селькупских предков.

## Катастрофа Ан-2В
18 сентября 1975 года самолёт Ан-2В Аэрофлота потерпел крушение в районе озера Мундуйское при столкновении с отвесной скалой на высоте 395 м. Самолет полностью разрушился, фюзеляж был деформирован. Все три члена экипажа погибли.

## Данные водного реестра
По данным государственного водного реестра России и геоинформационной системы водохозяйственного районирования территории РФ, подготовленной Федеральным агентством водных ресурсов:
- Бассейновый округ — Енисейский
- Речной бассейн — Енисей
- Речной подбассейн — Енисей ниже впадения Нижней Тунгуски
- Водохозяйственный участок — Енисей от впадения Нижней Тунгуски до в/п г. Игарка без р. Курейка от истока до Курейского г/у
- Код водного объекта — 17010800211116100004734